# Coleophora picticornis
Coleophora picticornis é uma espécie de mariposa do gênero Coleophora pertencente à família Coleophoridae.